# AN-11
AN-11 foi uma linha de bombas nucleares de fissão da França, foi a primeira arma nuclear da França, começou a ser desenvolvida nos anos de 1950, o primeiro protótipo foi detonado em 12 de maio de 1962, entrando em serviço em 1964, era do tipo implosivo sendo retirada do avião a altas altitudes, tendo queda livre.
Elas tinham um rendimento de 60 quilotons de TNT, pesavam 1.500 quilos e foram aposentadas(desmontadas) em 1967, sendo substituídas pelas mais modernas AN-22.